# 墨西哥薄饼

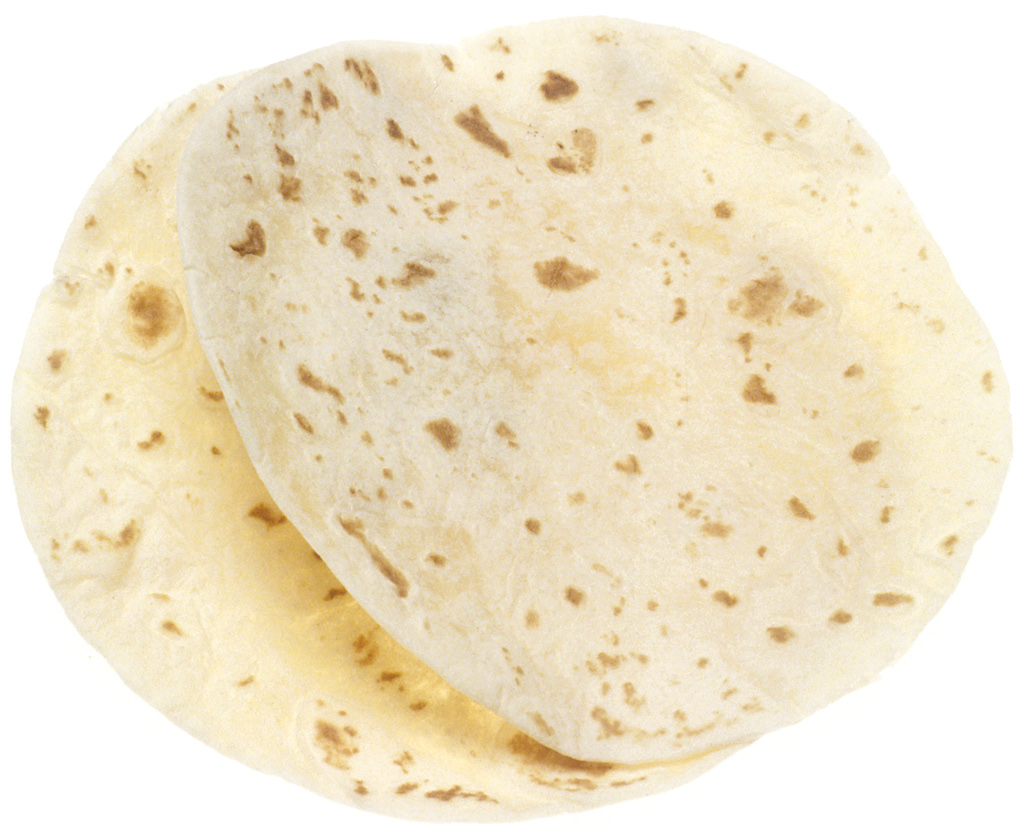
墨西哥薄饼

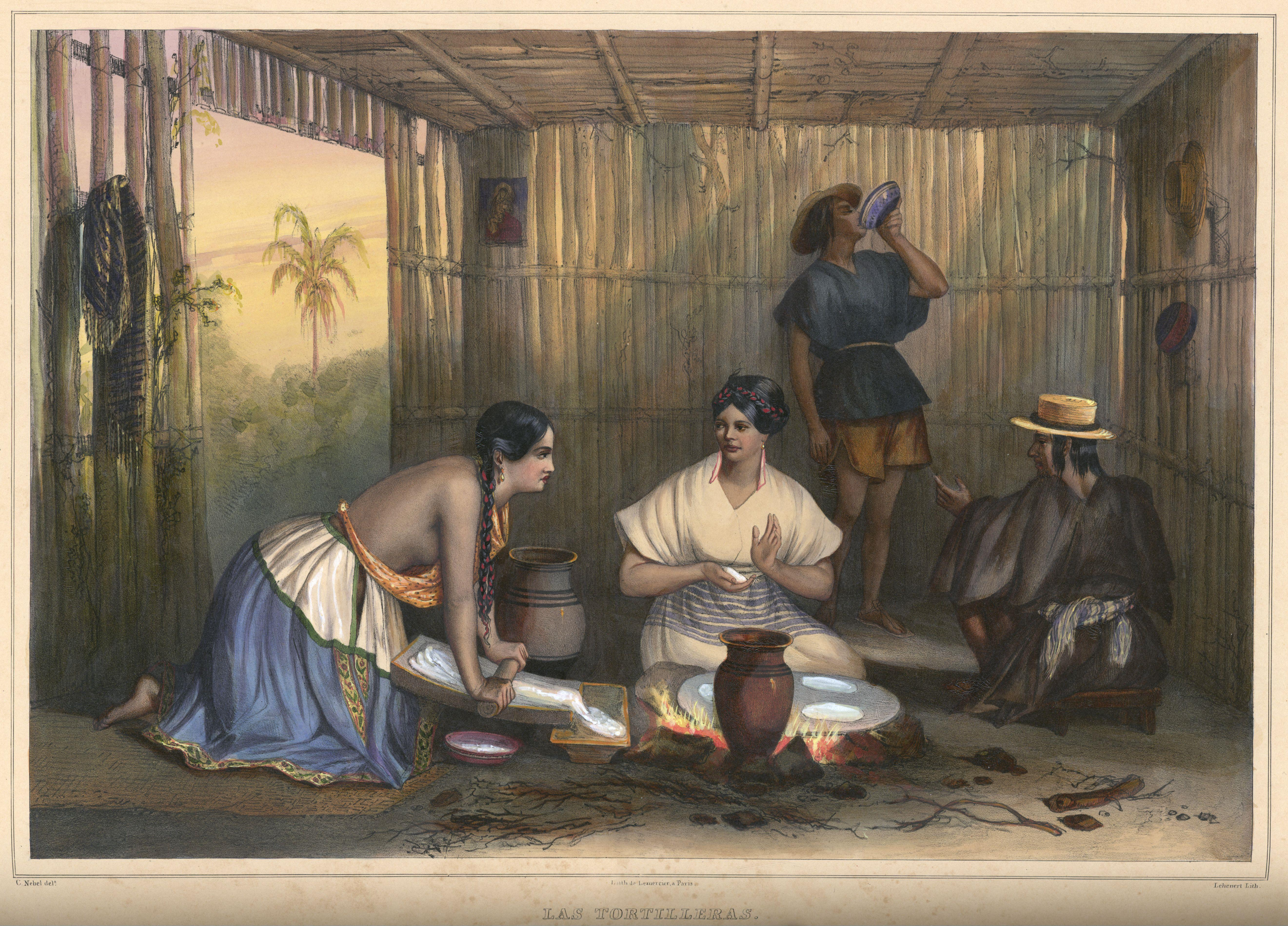
1836年婦女製作墨西哥薄饼的情景. By Carl Nebel.

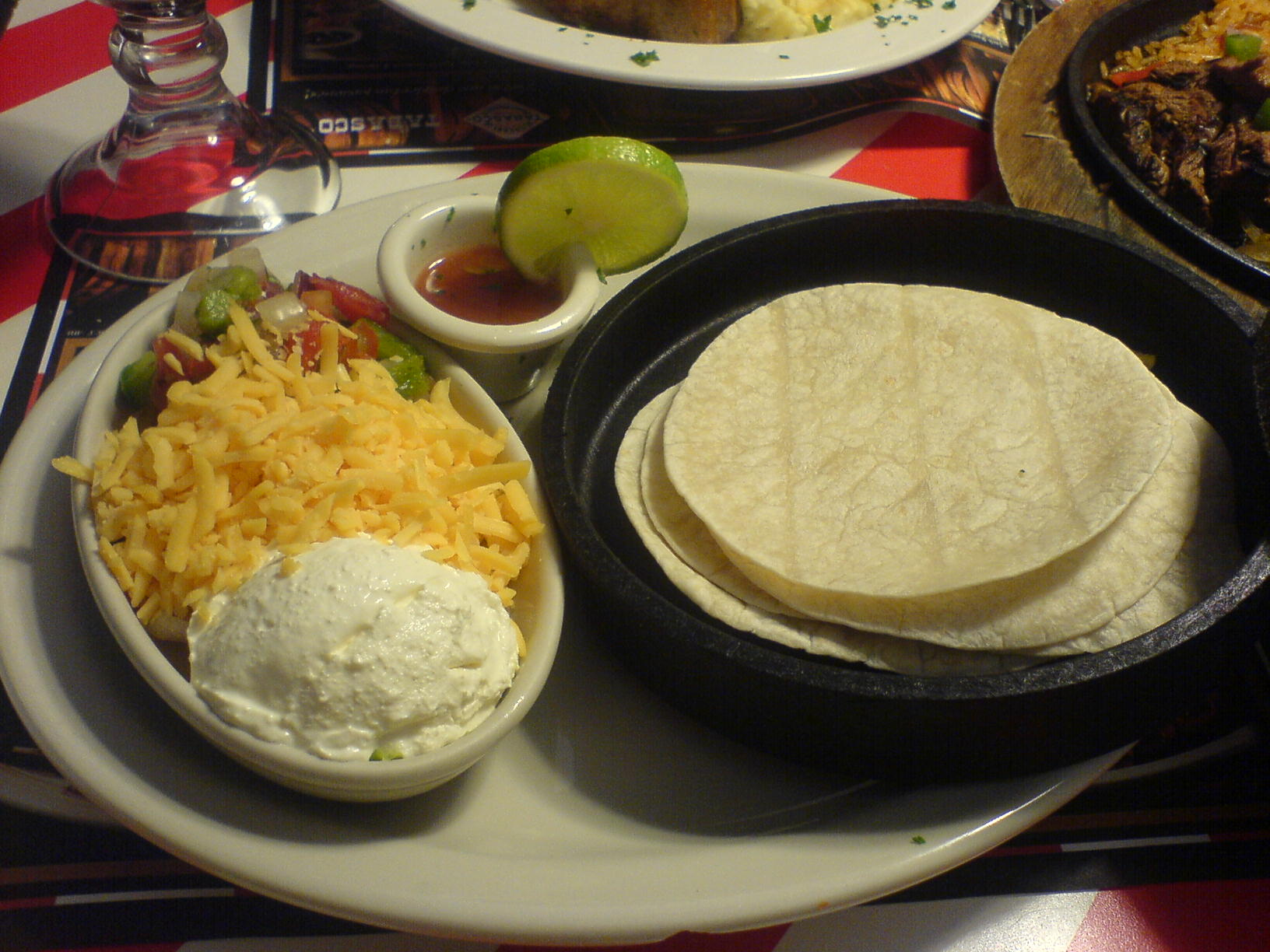
墨西哥薄饼

墨西哥薄饼（西班牙語：tortilla）是在墨西哥、美国等地流行的用玉米粉或小麦面粉烙製的薄饼。使用小麥製成的薄餅稱之為麵粉薄餅，使用玉米製成的薄餅則稱為墨西哥玉米餅（Corn tortilla）。

## 词源
早在欧洲人到达之前，中美洲土著就会制作这种薄饼。阿兹特克人所用的納瓦特爾語中，这种薄饼称为 tlaxcalli（[t͡ɬaʃˈkalli]）。
西班牙人發現後，就稱之為「Tortilla」，意即「小蛋糕」。这个词来源于西班牙语的 torta（蛋糕），加上表示“小”的后缀而成。
Tortilla一词可以指多种很不同的食物：
- 在西班牙和南美洲各国tortilla指的是一种圆形分层的蛋糕，配料是鸡蛋、马铃薯等，一般作为开胃菜或小吃。参见西班牙煎蛋卷。
- 在墨西哥、美国和其他英语国家，tortilla指的就是本文所讲述的“墨西哥薄饼”。
- 在美国，墨西哥薄饼发展成了墨西哥玉米片，有未调味蘸酱吃和已经调味直接吃的两种。后者传入日本，导致日本语境下的tortilla也泛指三角型鬆脆馬鈴薯片或玉米片，这些脆片有很重的胡椒味和其他香料的味道。

## 制作
传统的制作方法是将玉米用石臼捣成粉，同时加入石灰水，以便去除玉米的硬壳。将去除硬壳的玉米粉和成面团，擀平，再放在铁板或平底锅中烙制。
在美国出现了各种各样的创新制作方法，用不同形状，不同软硬程度的墨西哥薄饼来迎合不同食客的口味。

## 食谱
- Flour Tortillas （页面存档备份，存于）
- Corn Tortillas （页面存档备份，存于）
- Corn Tortillas without a tortilla press （页面存档备份，存于） Step-by-Step with Pictures